# Roadster (Motorrad)
Roadster [ˈrəʊdstəʳ] ist ein im Rahmen einer Retrowelle wiederentdeckter Werbebegriff für Straßenmotorräder. Ähnlich wie sein „Retro“-Vorläuferbegriff Naked Bike ist Roadster ein marketingtechnischer Fachbegriff für Motorräder, bei denen sowohl der Antrieb als auch das Fahrwerk unverkleidet sind. Mit Retrowellen-Roadstern wird, mehr oder weniger erfolgreich, versucht, sich in Erscheinungsbild und Fahrverhalten der Maschinen vor allem an den britischen Motorradbau der späten 1960er Jahre anzulehnen, was häufig bereits an überhöhtem Gewicht und überladenem Design der Epigonen bzw. Nachbildungen scheitert.

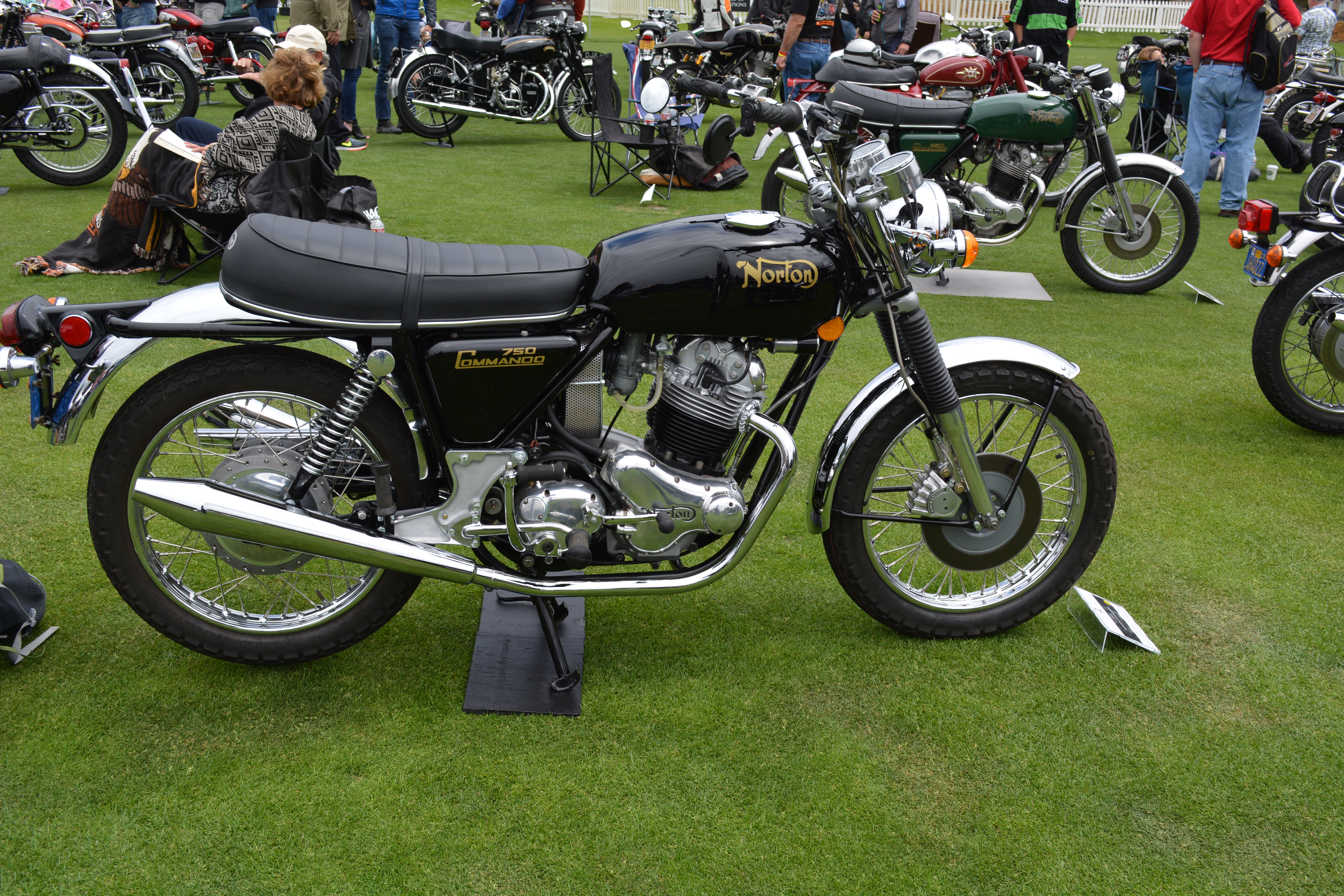
Norton Commando 750 Roadster (1967–1972)

## Klassifikation

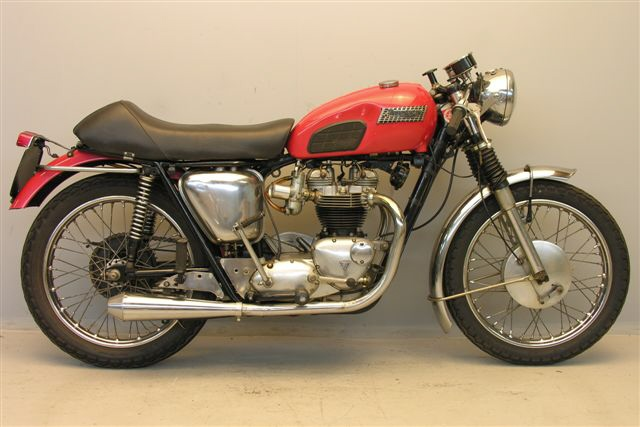
Zum hybriden Café Racer umgerüsteter zweisitziger Roadster (Triumph Bonneville T120, Bj. 1965)

Roadster vereinen die Fahrwerksgeometrie klassischer Motorräder mit drehmomentstarken Ein- bis Zwei-, bei den Retro-Roadstern sogar Vierzylindermotoren, wobei Letztere mit der ursprünglichen Begriffsbedeutung selten noch viel gemein haben und eher der Gattung klassischer Superbikes zuzurechnen wären. Auf eine Verkleidung von Motor, Rahmen und Fahrwerk sowie einen Windschild wird meistens zugunsten eines geringen Leergewichts und „ursprünglichen Fahrgefühls“ verzichtet. Da durch die fehlende Verkleidung dauerhafte Geschwindigkeiten von über 160 km/h unkomfortabel sind, werden Roadster vorwiegend auf hohe Elastizität, dynamische Kraftentfaltung und Durchzugskraft aus niedrigen Motordrehzahlen anstatt auf Höchstleistung und Endgeschwindigkeit ausgelegt.
Die Fahrzeuggeometrie mit steilem Lenkkopfwinkel und daraus resultierendem kurzen Nachlauf und Radstand ist auf eine hohe Kurvenwendigkeit ausgelegt. Sitzhöhen von unter 65 cm ermöglichen ein entspanntes Aufsteigen und aufrechtes Sitzen. Eine niedrige, breite und weiche Sitzbank steigert den Sitzkomfort bei ausdauernder Fahrt. Eine niedrige Schwerpunktlage mit entsprechender Gewichtsverteilung verbessert die Handlichkeit. Eine Haltevorrichtung für Gepäckträgersysteme, an denen Seitenkoffer und ein Topcase befestigt werden können, ist meist nicht vorgesehen. Die Fahrerassistenzsysteme wie Antiblockiersystem und Traktionskontrolle sind, sofern vorhanden, zumeist nur in einer Basisversion ausgeführt. Ein straßentaugliches Reifenprofil verbessert die Straßenlage und Kurvenfahrt. Nennleistungen von 35 kW (48 PS) bis 110 kW (150 PS) bei einem Hubraum zwischen 600 und 1200 cm³ sind marktüblich.

### Abgrenzung
Im Vergleich zu Roadstern sind klassische Scrambler mehr oder weniger geländesporttauglich und dazu überwiegend mit hochgeführten Auspuffanlagen ausgerüstet. Cruiser leiden unter längerem Radstand, breiterer Bereifung, großvolumigerem Antrieb und damit im Gegensatz zu leichten Roadstern unter extremen Übergewichtsproblemen. Chopper haben tiefgelegte Fahrersitze, extrem großen Nachlauf und extrem langen Radstand. Cafe Racer sind mit kurzen, nach unten abgewinkelten Rennsportlenkern ausgestattet. Wobei eine eindeutige Abgrenzung zwischen Clubman-rennsporttauglichen zweisitzigen Roadstern und Café Racern kaum möglich ist.

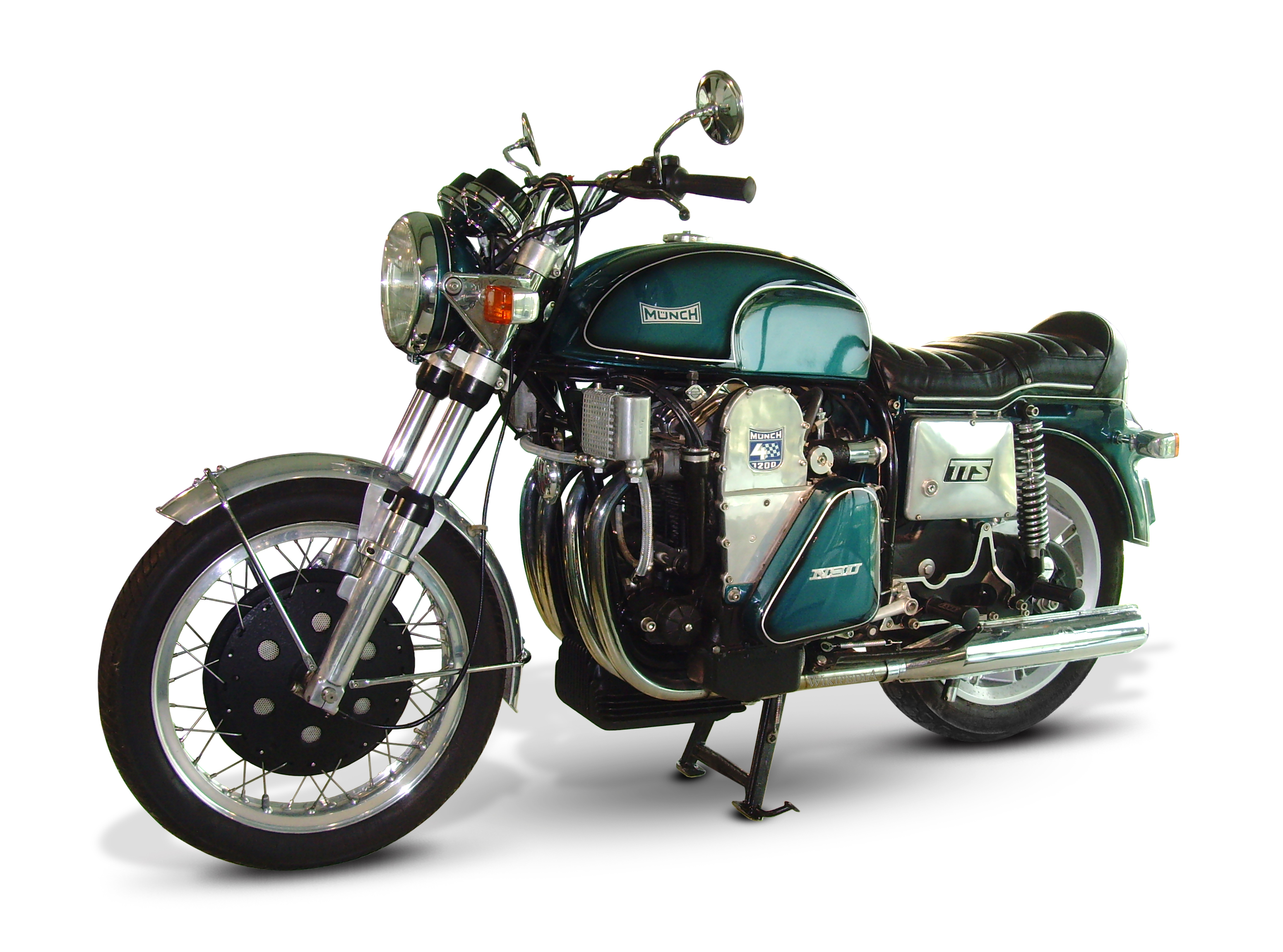
Extrem-Superbike-Roadster (Münch-4, 1966–1978)

### Verkaufsbezeichnung
Motorräder wie die Norton Commando 750 Roadster (1967–72) oder die BSA B44 Victor Roadster (1968–70) führten diese Klassifizierung in ihrer Verkaufsbezeichnung. Im Rahmen der Retrowellen zogen viele Motorradhersteller auch diesem Retro-Trend erneut hinterher, wobei viele eher der Kategorie klassischer Superbikes bis hin zu historischen Extremen wie einer Münch Mammut zuzurechnen sein sollten. Beispiele wären: Honda VRX 400 Roadster (1995–96), Cagiva Roadster 125 (1994–2000), Sachs Roadster 800 (2000–2004), Voxan Roadster 1000 und Horex VR6 Roadster.

## Retro-Roadster

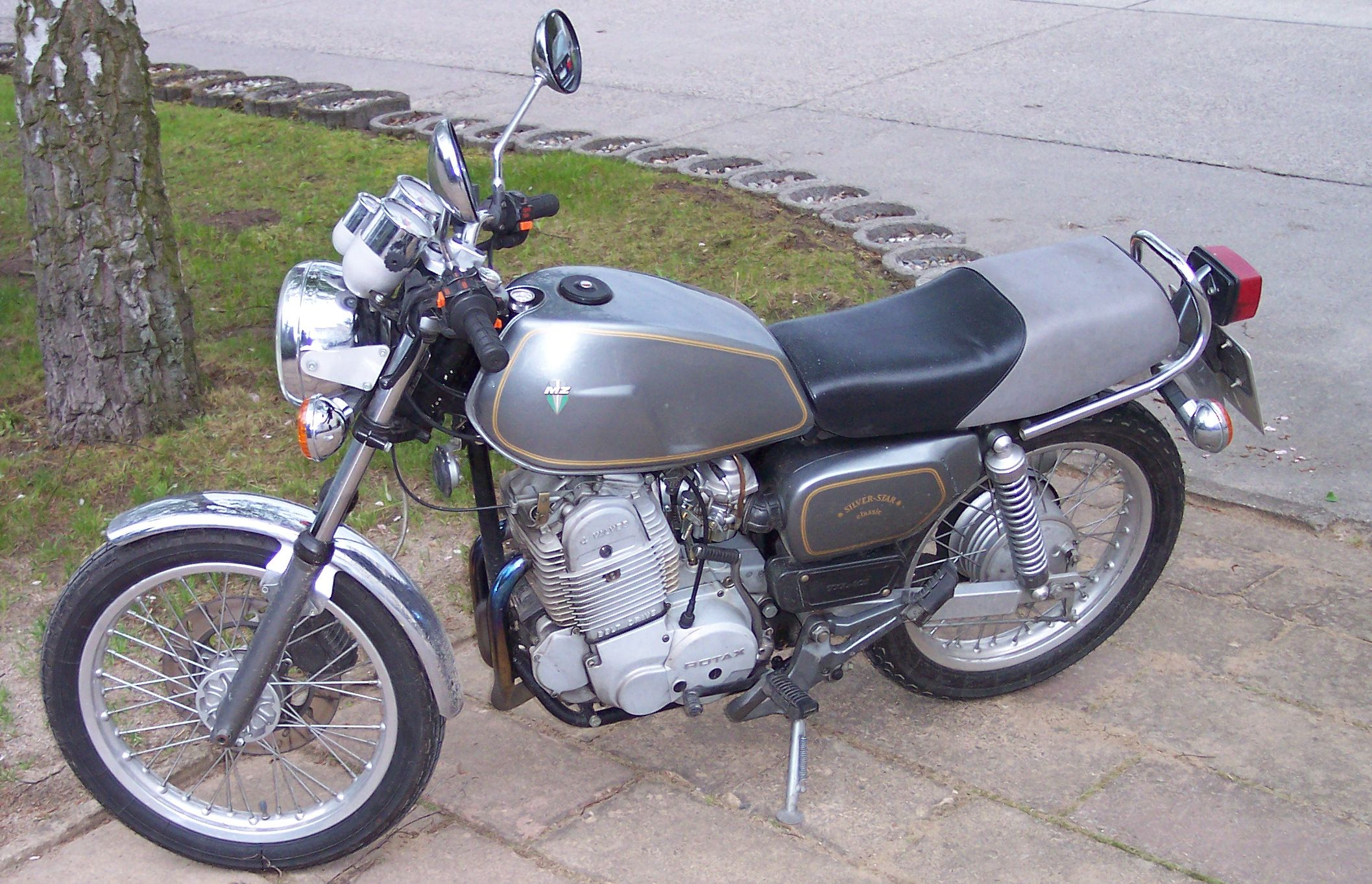
Früher Retro-Roadster MZ 500 R Silver Star (1993)

Frühe Retro-Roadster der 1990er Jahre, die heute rein historisch gesehen nicht nur als Youngtimer, sondern chronologisch betrachtet auch bereits zu den Oldtimern gerechnet werden können, werden damit auch schon wieder im historischen Motorradrennsport zu Clubman- und Typencup-Rennern für motorradbreitensportliche Amateurwettbewerbe wie beispielsweise dem MZ-Cup umgebaut.
Zweiradhersteller kategorisieren ihre unverkleideten, straßenorientierten Motorräder unterschiedlich. Triumph Motorcycles bezeichnen die Speed Triple und Street Triple-Baureihen als Roadster, während die Bonneville mit ihren Derivaten als Classic angeboten werden. BMW vermarktet inzwischen alle unverkleideten Motorräder der F-, R-, K- und S-Baureihen als Roadster, obwohl nicht einmal die BMW R nineT dem Erscheinungsbild eines klassischen Roadsters wirklich nahe kommt. Yamaha kategorisiert alle Naked Bikes als Roadster. Der italienische Zweiradhersteller MV Agusta bezeichnet die MV Agusta Brutale 800 als „the most versatile roadster“. Die japanischen Motorradhersteller Honda, Suzuki und Kawasaki vermarkten keine Naked Bikes als Roadster.

### Konzeption
Laut Andreas Bildl haben die Hersteller bei der Konzeption unterschiedliche Herangehensweisen: „Während Triumph und Kawasaki mit modernen Konstruktionen formal die eigene Vergangenheit gekonnt zitieren, verkörpern Harley und Moto Guzzi das lebendig gehaltene, aber stetig weiterentwickelte Urkonzept.“
| Foto | Hersteller      | Modell           | Antrieb                                                            | Verkaufsstart |
| ---- | --------------- | ---------------- | ------------------------------------------------------------------ | ------------- |
|      | Triumph         | Bonneville 790   | 2 Zylinder, Reihenmotor Hubraum: 790 cm³ Leistung: 46 kW (63 PS)   | 2001          |
|      | Harley-Davidson | XLH883R Roadster | 2 Zylinder, V-Motor Hubraum: 883 cm³ Leistung: 39 kW (53 PS)       | 2002          |
|      | Moto Guzzi      | V7               | 2 Zylinder, V-Motor Hubraum: 744 cm³ Leistung: 35 kW (48 PS)       | 2008          |
|      | Kawasaki        | W800             | 2 Zylinder, Parallel-Twin Hubraum: 773 cm³ Leistung: 47 kW (64 PS) | 2011          |
|      | Honda           | CB1100           | 4 Zylinder, Reihenmotor Hubraum: 1140 cm³ Leistung: 66 kW (90 PS)  | 2013          |
|      | BMW             | R nineT          | 2 Zylinder, Boxermotor Hubraum: 1170 cm³ Leistung: 81 kW (110 PS)  | 2014          |
|      | Royal Enfield   | Interceptor 650  | 2 Zylinder, Reihenmotor Hubraum: 648 cm³ Leistung: 35 kW (48 PS)   | 2018          |

## Rezension
„Es gab eine Zeit, als ein Motorrad einfach nur ein Motorrad sein durfte. Fern aller Klassenzwänge, ohne jeden Leistungsdruck. Fahren, erfahren, unterwegs sein – die Fortbewegung zwischen zwei Orten könnte kaum fassettenreicher sein als auf zwei Rädern. […] Motorräder, die weder Rekorde brechen noch Bestmarken setzen werden. Sie wollen ihrer Besatzung einfach nur ein Stückchen Ursprünglichkeit zurückbringen.“

„Motorrad Fahren pur ist groß im Kommen: Die Technik aufs Wesentliche reduziert, der Umgang damit unaufgeregt und doch hochemotional. […] Statt einer vollverkleideten Hightech-Sänfte mit Navi, Tempomat und Kofferset stehen bei immer mehr Motorrad-Fans puristische Roadster hoch im Kurs, die an die legendären Café Racer der Sechziger Jahre erinnern und wie aus einem Manufakturbetrieb wirken. Statt neonfarbener Sicherheitsrüstung geben Halbschalenhelme, Lederjacken und Jeans den Ton an.“

„[Der Roadster] erfüllt eine Sehnsucht. Nach dem puren Fahrzeug; nach einer Technik, die überschau- und begreifbar ist wie früher; nach einem Charakter, der sich aus „look, sound and feel“ ergibt, wie die Traditionsexperten von Harley sagen. Ein anscheinend wachsender Teil der Motorradgemeinde ist vom Leistungswettrüsten gelangweilt. Immer umfassenderer elektronischer Tamtam interessiert ihn nicht. All die Assistenzsysteme, die Attraktionen, die in Menüs von Bordcomputern stecken und auf Knopfdruck zu aktivieren und zweifellos ein Fortschritt sind, aber vom Wesentlichen ablenken, lassen ihn kalt.“

„Italien, Frankreich, England, sogar in Deutschland: Überall ist Vintage der große Trend in der Motorradszene. Dahinter steckt, grob gesagt, die Liebe zum alten Eisen – und die Sehnsucht nach dem Purismus der frühen Jahren. Die alten Bikes werden dabei meist gechoppt, also von Überflüssigem befreit. Ein gutes Beispiel sind die alten Zweiventil-Boxer von BMW. Eine ganze Szene an Customizern zeigt, wie man mit gerader Sitzbank, kurzen Kotflügeln und gestutzten Heckpartien zu neuer Coolness aufläuft, egal ob man sich einen Café Racer, einen Scrambler oder einen Bobber baut.“